# Nederlandse kampioenschappen schaatsen afstanden 1999 - 1000 meter vrouwen
De 1000 meter vrouwen op de Nederlandse kampioenschappen schaatsen afstanden 1999 werd gereden in december 1998 in ijsstadion Kardinge in Groningen. 
Achttien schaatssters namen deel aan deze editie. Titelverdedigster was Marianne Timmer, zij prolongeerde haar titel.

## Uitslag
| #      | Schaatser             | tijd    |
| ------ | --------------------- | ------- |
| Goud   | Marianne Timmer       | 1.19,56 |
| Zilver | Tonny de Jong         | 1.19,99 |
| Brons  | Annamarie Thomas      | 1.20,19 |
| 4      | Sandra Zwolle         | 1.20,25 |
| 5      | Andrea Nuyt           | 1.21,60 |
| 6      | Frouke Oonk           | 1.22,42 |
| 7      | Judith Straathof      | 1.23,25 |
| 8      | Sandra 't Hart        | 1.23,42 |
| 9      | Marja Vis             | 1.23,44 |
| 10     | Léontine van Meggelen | 1.23,63 |
| 11     | Dianne Kootstra       | 1.24,00 |
| 12     | Tijn Ponjee           | 1.24,14 |
| 13     | Yvonne Leever         | 1.24,31 |
| 14     | Christine Heins       | 1.24,31 |
| 15     | Floor van Slochteren  | 1.24,33 |
| 16     | Frijke Schaafsma      | 1.25,93 |
| 17     | Kaśka Rogulska        | 1.26,63 |
| 18     | Mireille Reitsma      | 1.26,71 |

Uitslag
1987 · 
1988 · 
1989 · 
1990 · 
1991 · 
1992 · 
1993 · 
1994 · 
1995 · 
1996 · 
1997 · 
1998 · 
1999 · 
2000 · 
2001 · 
2002 · 
2003 · 
2004 · 
2005 · 
2006 · 
2007 · 
2008 · 
2009 · 
2010 · 
2011 · 
2012 · 
2013 · 
2014 · 
2015 · 
2016 · 
2017 · 
2018 · 
2019 · 
2020 · 
2021 · 
2022 · 
2023 · 
2024 · 
2025